# Avenida Las Palmeras
La avenida Las Palmeras es una avenida del distrito de Los Olivos, en la ciudad de Lima, capital del Perú. Es una de las principales avenidas de Lima Norte, y además es una de las avenidas con más presencia de actividad comercial en esta zona. Se extiende de norte a sur, a lo largo de más de 40 cuadras.

## Recorrido
Se inicia en la avenida Alfredo Mendiola. En sus primeras cuadras, pasa sobre una zona residencial y de comercio menor. En la intersección con la avenida Naranjal, se encuentra el Parque Zonal "Lloque Yupanqui", cruza las avenidas Pariahuanca y Alameda Central, la Residencial Cueto Fernandini y la zona del Proyecto Experimental de Vivienda (PREVI), en la intersección con la avenida Los Alisos esta la Huaca Aznapuquio. Luego, pasa por una zona de gran actividad comercial, y donde hay varias palmeras que le dan nombre a la avenida, no obstante, en 2016, varias fueron taladas. Finaliza en la avenida Carlos Izaguirre, cerca de la Municipalidad de Los Olivos, continuando el trazo de su recorrido en la avenida Santiago Antúnez de Mayolo.